# Сфера на Улбрихт
Сферата на Улбрихт (още интегрираща сфера или кълбо) е инструмент от техническата оптика, предназначен да интегрира енергийния поток, излъчен от източник на електромагнитно излъчване (например осветително тяло, но не само), като го разпределя равномерно върху вътрешната повърхност на кухо сферично тяло. Отвори в сферата позволяват измерването на различни фотометрични и радиометрични величини, както и определянето на оптичните свойства на образци – коефициенти на поглъщане, отражение и пропускане.

## Устройство
Вътрешната повърхност на интегриращата сфера следва да разпръсква попадащото лъчение възможно най-изотропно, т.е. в идеалния случай да следва косинусовия закон на Ламберт. Това се постига чрез нанасянето на подходящо покритие (често бариев сулфат) върху вътрешната повърхност на масивно сферично тяло, изработено от метал, пластмаса или друг материал. Възможно е и цялата сфера да бъде изработена от масивен материал с необходимите оптични свойства, например тефлон. Сферичната форма е предпочитана от гледна точка на симетричното разпръскване на лъчите в пространството. Срещат се още кубични и цилиндрични варианти, които са значително по-евтини за изработка, но обременяват измерването със систематични грешки. За детектор обикновено се използва силициев фотодиод. При измерване на фотометрични величини е необходим и спектрометър.